# Ravar (shahrestan)
Rāvar (persiska: Shahrestān-e Rāvar, شهرستان راور, راور) är en shahrestan, delprovins, i Iran.   Den ligger i provinsen Kerman, i den centrala delen av landet, 700 km sydost om huvudstaden Teheran.
Delprovinsen hade 43 198 invånare 2016.